# Relaciones Angola-Estados Unidos
Las relaciones Estados Unidos-Angola son las relaciones diplomáticas entre Estados Unidos y Angola. Estas relaciones fueron tensas durante la guerra civil angoleña cuando el gobierno de EE. UU. respaldó a los rebeldes de la Unión Nacional para la Independencia Total de Angola (UNITA), pero se han calentado desde que el gobierno angoleño renunció al comunismo en 1992 .

## Historia

### 1970s a 2002 - Soporte de los Estados Unidos para FNLA y UNITA
A partir de la década de 1970, los EE. UU. Apoyaron al Frente de Liberación Nacional de Angola (FNLA) y luego a la UNITA, los insurgentes que se oponen al partido político gobernante, el Movimiento Popular para la Liberación de Angola.

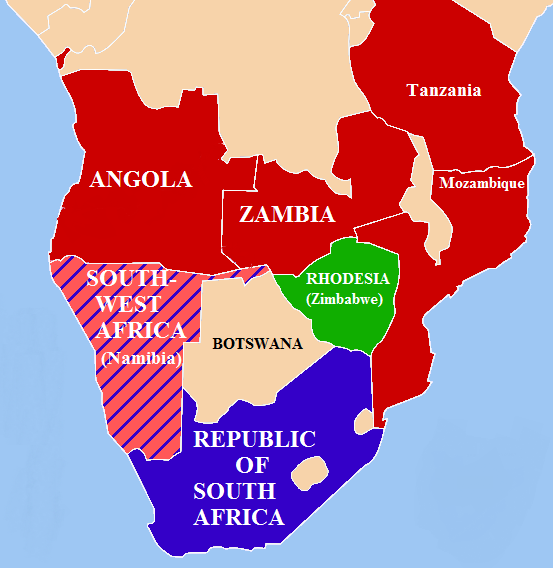
Situación geopolítica, 1978-79.
Aliados SWAPO
Aliados de Sudáfrica
África Sudoriental (Namibia)
Sufágrica

### Nixon-Ford presidencies 1969-1976
Cuando se descubrió que los comunistas Cuba tenían 30 000 tropas en Angola, la administración republicana del presidente Ford intentó contrarrestarlos. Esto fue frustrado por la Enmienda Tunney/Clark, aprobada por un congreso demócrata que prohibió cualquier participación.
Estados Unidos se opuso a la membresía de Angola en las Naciones Unidas desde su declaración de independencia en 1975 hasta su aceptación en diciembre de 1976. Angola no tuvo relaciones formales con los Estados Unidos hasta 1993.
Fidel Castro consideró la actitud de los Estados Unidos:
¿Por qué estaban molestos? ¿Por qué habían planeado todo para tomar posesión de Angola antes del 11 de noviembre? Angola es un país rico en recursos. En Cabinda hay mucho petróleo. Algunos imperialistas se preguntan por qué ayudamos a los angoleños, qué intereses tenemos. Están acostumbrados a pensar que un país ayuda a otro solo cuando quiere su petróleo, cobre, diamantes u otros recursos. No, no buscamos intereses materiales y es lógico que el imperialista no lo entienda. Solo conocen criterios chovinistas, nacionalistas y egoístas. Al ayudar al pueblo de Angola, estamos cumpliendo con un deber fundamental de Internacionalismo.[cita requerida]
En una reunión realizada por el Consejo de Seguridad Nacional (NSC) el 27 de junio de 1975, incluido el presidente Gerald Ford, el Secretario de Estado Henry Kissinger, el Secretario de Defensa James Schlesinger, y el director de la CIA William Egan Colby, entre otros, Estados Unidos examinó más detenidamente el desarrollo en Angola, especialmente después de que se dieron cuenta de la ayuda soviética para el MPLA. Encontraron que los portugueses abandonaron el país sin ninguna preparación para la independencia. Estaba claro que quien fuera dueño de la capital era el país, similar a la situación durante la guerra civil en el Congo, donde los Estados Unidos ayudaron a sus aliados a tener éxito en la posesión de la capital, Leopoldville, y finalmente lograron o recuperaron el control de todo Zaire.
Los EE. UU. consideraron la neutralidad o una campaña diplomática, las cuales Kissinger desestimó. En el curso posterior de la conversación, el presidente Ford declaró que, a pesar de las elecciones planificadas, es importante obtener "su hombre" primero, refiriéndose a  Savimbi. El secretario Schlesinger pensó que EE. UU. "Podría desear alentar la desintegración de Angola. Cabinda en las garras de Mobutu significaría una seguridad mucho mayor de los recursos petroleros". En cualquier caso, el éxito debe ser seguro antes de que se haga algo, de lo contrario, los Estados Unidos deben permanecer neutrales. Para el presidente era inaceptable no hacer nada. Ordenó la preparación de opciones.
Los Estados Unidos conocían de antemano los planes de invasión encubierta de Sudáfrica y cooperaron militarmente con sus fuerzas, en contra del testimonio de Kissinger ante el Congreso en ese momento, así como la versión de sus memorias y lo que el presidente Ford dijo a los chinos, quienes preocupado por el compromiso sudafricano en Angola. Un informe de Henry Kissinger del 13 de enero de 1976 da una idea de las actividades y hostilidades en Angola, entre otras cosas:
. A continuación se presenta un informe de situación actualizado basado en fuentes clasificadas.
- A: Diplomático
- (1) Dos delegaciones cubanas estuvieron presentes en Addis Abeba. Durante la recién concluida reunión de Organización para la Unidad Africana (OUA), una ..... (¿delegación?), Encabezada por  Osmany Cienfuegos, PCC? Funcionario preocupado por África y Medio Oriente y miembro del Comité Central del PCC, visitó el Congo, Nigeria, Uganda y Argelia antes de la reunión de la OUA. Otra delegación cubana estuvo encabezada por el embajador de Cuba, Ricardo Alarcón.
- (2) A fines de diciembre, principios de enero, una delegación del MPLA visitó Jamaica, Guyana, Venezuela y Panamá para obtener apoyo para su causa. La delegación aún se encuentra en la región.
- B: Militar
- (1) Se estima que Cuba ahora puede tener hasta 9000 soldados en Angola, según el número de puentes aéreos y de furgonetas cubanos que han transitado actualmente Angola. La asistencia militar al MPLA puede haberle costado a Cuba el equivalente a US $ 30 millones. Esta cifra incluye el valor del equipo militar que Cuba ha enviado a Angola, los costos de transporte de hombres y material y el costo de mantener tropas en el campo.
- (2) La semana pasada, las tropas cubanas fueron las más afectadas por los combates en la ofensiva del MPLA en el sector norte, lo que resultó en la captura por el MPLA de Uige (Carmona). El MPLA puede estar preparándose para una ofensiva en el sur, parcialmente a pedido de la SWAPO (Organización de los Pueblos de Sudáfrica).
- (3) Ocho combatientes soviéticos, probablemente  MiG-17s, se reportan en Luanda. Estos combatientes llegaron de una fuente desconocida a fines de diciembre. Se espera que ocho MiG, tipo desconocido, se envíen a Angola desde Nigeria, y numerosos pilotos cubanos llegaron durante diciembre. Los pilotos están operando muchos aviones ahora disponibles para el MPLA, incluyendo un Fokker Friendship F-27. Los cubanos operarán los MiGs.
- (4) Las tropas cubanas tienen el control completo de Luanda hasta el 9 de enero. Están realizando todas las patrullas de seguridad, operando los puestos de control de la policía, y aparentemente pronto asumirán el control del complejo del aeropuerto de Luanda.
- (5) Es posible que Cuba haya comenzado a utilizar aviones IL-42 (soviéticos) con capacidad para 200 pasajeros en sus operaciones de soporte de transporte aéreo. El IL-42 tiene el doble de la capacidad de Bristol Britannias e IL? que Cuba ha empleado anteriormente y también tiene un rango más largo. IL-42 salió de La Habana para Luanda el 10 de enero y el 11 de enero.
- C: Otro: Todos los vuelos comerciales portugueses que aterrizan en Luanda transportan la mayor cantidad de alimentos posible. Los suministros de alimentos disponibles para la población en general se han reducido.

En 1977, Jeremias Chitunda, el representante de UNITA en los Estados Unidos, convenció a los EE. UU. A cambiar su apoyo de la FNLA a la UNITA luego de la derrota decisiva de la FLA en la Batalla de Quifangondo.

## 1976-1980 años Carter
A pesar de las preocupaciones por los derechos humanos, Carter continuó el apoyo de los Estados Unidos a Joseph Mobutu de Zaire, quien derrotó a Angola insurgentes respaldados por n en conflictos conocidos como Shaba I y Shaba II. Hasta 1975, Washington ignoró el sur de África porque la Guerra Fría estaba en juego allí. Las insurgencias débiles existían en Angola, Mozambique, Rhodesia y Namibia, pero no parecían amenazar el gobierno blanco después de que las potencias coloniales se fueran. El colapso de la última potencia colonial, el portugués, en abril de 1974 significó el fin del gobierno blanco en Angola y Mozambique. Cuba, con ayuda soviética, envió una gran fuerza militar. Tomó el control de Angola en 1976. La región ahora se convirtió en un campo de batalla de la Guerra Fría. El gobierno de Carter negoció sin cesar con Sudáfrica y la Organización Popular del Suroeste de África (SWAPO), que era el movimiento guerrillero que lucha por la independencia de Namibia de Sudáfrica. Vance y Brzezinski lucharon por la política, pero los EE. UU. Nunca enviaron tropas. En cambio, Cuba y la Unión Soviética apoyaron firmemente a los insurgentes de Namibia y 20.000 soldados cubanos se encontraban en la vecina Angola. El equipo de Thy Carter no pudo encontrar una solución,

## 1981-1992: Reagan- G W Bush años
La guerra entre los movimientos de apoyo occidental y el Movimiento Popular Comunista para la Liberación de Angola (MPLA), y las fuerzas cubanas habían producido décadas de guerra civil que costaron hasta 1 millón de vidas. El gobierno de Reagan ofreció ayuda encubierta a la Unión Nacional para la Independencia Total de Angola (UNITA), un grupo de combatientes anticomunistas y pro capitalistas liderados por Jonas Savimbi, cuyos ataques fueron respaldados por Sudáfrica. y los estados unidos.
Los observadores de derechos humanos han acusado al MPLA de "atrocidades genocidas", "exterminio sistemático", "crímenes de guerra" y "crímenes de lesa humanidad" El MPLA celebró elecciones flagrantes en 1992, que fueron rechazadas por ocho partidos de la oposición. Un observador oficial escribió que había poca supervisión de la ONU, que 500,000 votantes de la UNITA estaban privados de sus derechos y que había 100 puestos de votación clandestinos. UNITA envió negociadores de paz a la capital, donde el MPLA los asesinó, junto con 20,000 miembros de UNITA. Savimbi todavía estaba listo para continuar las elecciones. El MPLA luego masacró a decenas de miles de votantes de UNITA y Frente de Liberación Nacional de Angola (FNLA) en todo el país.

## 2002 - U.S. reconoce MPLA
Después de que el gobierno renunció al comunismo, los EE. UU. Reconocieron al gobierno angoleño. En 1995 António Franca se convirtió en el primer embajador de Angola en los Estados Unidos. El Secretario de Estado de los Estados Unidos Colin Powell visitó Angola y Gabón en septiembre de 2002 y, entre otros temas, discutió petróleo.
La asistencia de los Estados Unidos a Angola ascendió a US $ 188 millones en 2003, gran parte en el campo de los servicios de salud y el control de enfermedades. El programa de alimentos para la paz de USAID entregó más de US $ 30 millones a la población de Angola en 2005. Actualmente, Angola es el segundo socio comercial más importante en África subsahariana de los Estados Unidos, principalmente por el petróleo; Angola produce .0014 mil millones de petróleo por día, superado solo por Nigeria en toda África. Se espera que esto aumente a .002 mil millones por día para 2008. Una visita de 2005 por parte de Angola  Presidente José Eduardo dos Santos a Washington D. C. fue una señal de relaciones cálidas entre las dos naciones. En mayo de 2007, el Consejo de Relaciones Exteriores dijo: "Pocos países africanos son más importantes para los intereses de Estados Unidos que Angola".

### Iniciativas actuales
El programa de desarrollo de USAID en Angola en el año fiscal 2007 fue consistente con el estatus del país como país en desarrollo en un momento crucial en su desarrollo y reconstrucción. En el año fiscal 2006, el presupuesto del programa fue de $ 25,5 millones y se centró en el fortalecimiento de la sociedad civil, la mejora de la gobernabilidad y la democratización; análisis económico orientado al mercado y política de reforma económica; productividad del sector agropecuario; Salud maternal e infantil; Prevención del VIH/SIDA, educación y asesoramiento voluntario; y desarrollo de la fuerza laboral. Angola también lanzó un importante programa para combatir la malaria a través de la Iniciativa de Malaria del Presidente (PMI). El objetivo de Gobierno Justo y Democráticamente fortalece a los grupos e instituciones requeridos para el gobierno democrático al fortalecer las organizaciones de la sociedad civil y promover la descentralización del gobierno local; fomento de medios de comunicación independientes, transparencia, responsabilidad y capacidad del gobierno, y un mejor diálogo entre los ciudadanos y el gobierno; y sentando las bases para elecciones libres y justas. El objetivo de Invertir en las personas tiene como objetivo mejorar la salud materna e infantil y prevenir la propagación del VIH / SIDA y otras enfermedades infecciosas al ayudar a las comunidades e instituciones a proporcionar los servicios de salud necesarios y llevar a cabo programas de prevención del VIH/SIDA. El PMI es el programa de salud más grande y amplía los esfuerzos para ampliar las intervenciones probadas de prevención y tratamiento hacia el logro de una cobertura del 85% entre los grupos vulnerables y una reducción del 50% en la morbilidad debido a la malaria. El objetivo de crecimiento económico fomenta la política económica y la reforma del sector financiero; acceso al crédito para micro, pequeñas y medianas empresas; y expansión del comercio y la inversión.
Para ayudar con la reforma económica, en el año fiscal 2007, el Departamento de Estado proporcionó $ 2,2 millones para trabajar en la tenencia de la tierra, la política económica y el sector financiero. Se otorgaron $ 143 000 adicionales en subvenciones para proyectos de desarrollo comunitario y proyectos de democracia y derechos humanos patrocinados por organizaciones no gubernamentales (ONG). Se proporcionaron $ 152,000 en fondos de Educación y Capacitación Militar Internacional (IMET) para la capacitación en inglés para las Fuerzas Armadas de Angola. La formación profesional para el personal de aplicación de la ley en la Academia Internacional de Aplicación de la Ley (ILEA) en Gaborone, Botsuana continuó. El programa Safe Skies for Africa proporcionó alrededor de $ 800.000 en equipo y capacitación a la autoridad de aviación civil de Angola. Como parte de su programa de diplomacia pública, la Embajada proporcionó cerca de $ 434.000 en capacitación en idioma inglés, intercambios educativos y becas, y servicios de recursos de información. El Departamento de Estado proporcionó $ 6 millones para proyectos de destrucción de minas terrestres, armas pequeñas y municiones en todo el país. Estos proyectos han desempeñado un papel importante en la limpieza de tierras agrícolas y en la apertura de redes de carreteras críticas y en el aumento del acceso en las áreas del país más afectadas por las minas terrestres.
Al mismo tiempo, la relación comercial basada en la energía de los EE. UU. continúa expandiéndose y provocando otros lazos. Una consecuencia ha sido el desarrollo de una relación de Ciudad Hermana entre Lafayette, Luisiana y Cabinda, y entre Houston, Texas y Luanda. La Universidad Católica de Luanda tiene vínculos estrechos con varias instituciones estadounidenses y ha recibido el apoyo del Fondo de Asistencia Educativa de Angola, una organización sin fines de lucro de los Estados Unidos organizada por Citizens Energy de Boston. Sonangol tiene un programa de larga data para educar a sus profesionales en las universidades de los Estados Unidos, que complementa la política de Chevron de capacitación en los Estados Unidos para su propio grupo de profesionales angoleños.

## Relaciones económicas
En 2015, las exportaciones estadounidenses a Angola ascendieron a US $ 1,23 mil millones y las exportaciones angoleñas a Estados Unidos ascendieron a US $ 1.21 mil millones.

## Oficiales principales de los Estados Unidos
- Embajadora - Helen Lalime

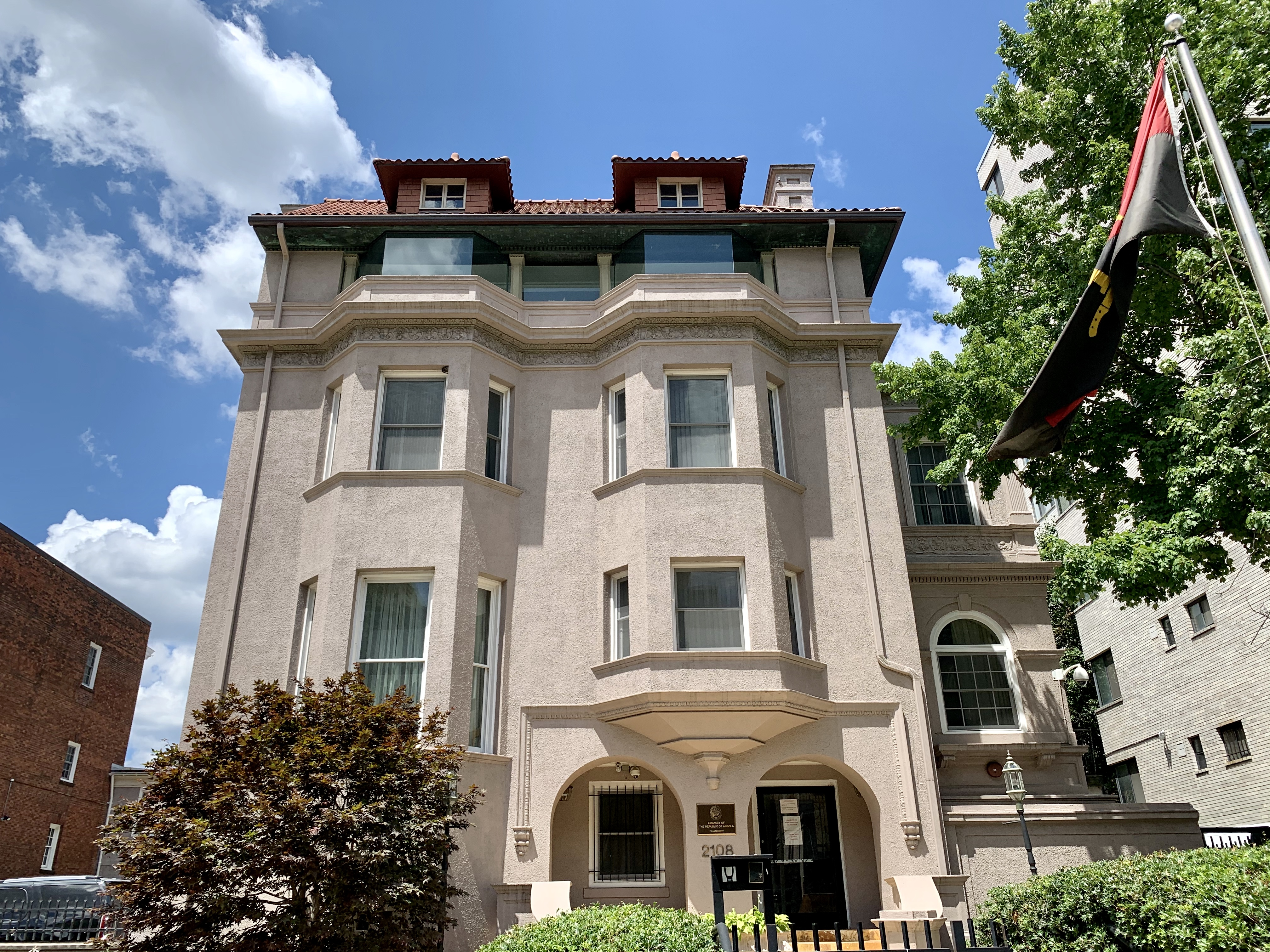
Embajada de Angola en Washington D. C.

- Jefe de Misión Adjunto: Francisco Fernández
- Director de USAID — Jason Fraser
- Agregado de Defensa — LTC Chris Grieg

## Embajadas
La Embajada de los Estados Unidos se encuentra en Miramar, Luanda, Angola. La  Embajada de Angola está ubicada en 2000 y 2008 16th Street, Northwest en Washington D. C.

## Consulados

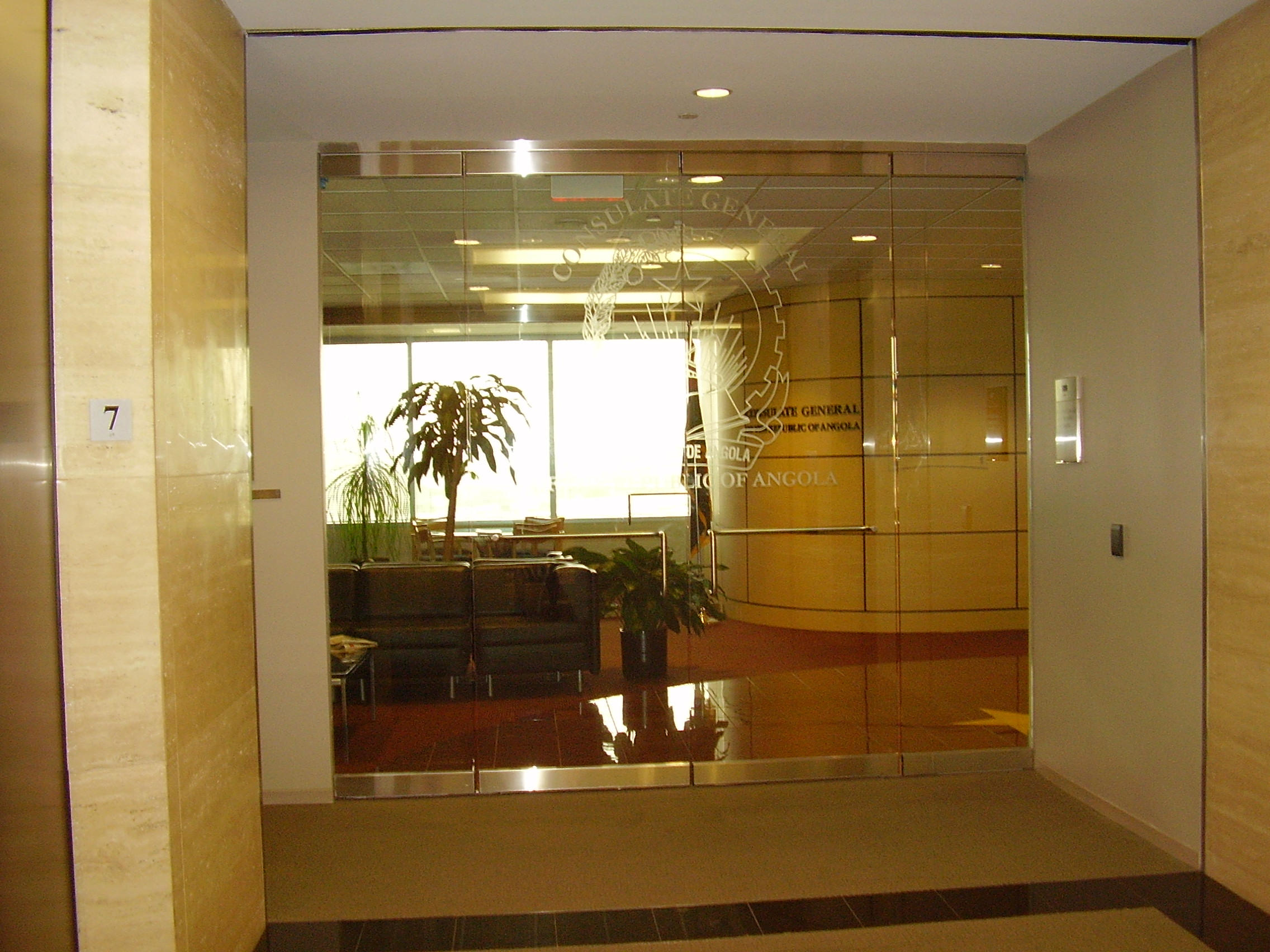
Consulado General de Angola en Houston

El Consulado General de Angola en Houston ( Portugués:  Consulado Geral de Angola en Houston ) está ubicado en la Suite 780 en 3040 Post Oak Boulevard of the Lakes on Post Oak  complejo en  Uptown Houston, Texas en los Estados Unidos. La jurisdicción del consulado incluye Texas, Alabama, Arizona, California, Florida, Georgia, Luisiana, Misisipi, y Nuevo México.
El consulado abrió sus puertas en 2001. El consulado está ubicado en Houston debido a los vínculos de la ciudad con la industria petrolera en Angola. Simon Romero de 'The New York Times' 'describió el consulado como "una lujosa suite corporativa decorada discretamente con los colores burdeos y dorados de  La bandera de la nación". EDI Architecture diseñó la suite del consulado. Los servicios consulares en la instalación incluyen la emisión de certificados de nacimiento, matrimonio y defunción, la administración del censo militar, la emisión de documentos de identidad y la emisión de documentos de viaje.